# Episodi di Mr. Robot (seconda stagione)
La seconda stagione della serie televisiva Mr. Robot, composta da 12 episodi, è stata trasmessa in prima visione assoluta negli Stati Uniti dal 13 luglio al 21 settembre 2016.
In Italia la stagione è trasmessa in prima visione dal 26 marzo 2017 su Premium Play e dal 30 marzo 2017 su Premium Stories. In chiaro è stata trasmessa dal 6 al 13 novembre 2018 su Italia 2.
I titoli originali e quelli italiani proposti da Prime Video degli episodi della seconda stagione sono sempre scritti in leet e ciascuno termina stavolta con un'estensione di file di sicurezza.
| n° | Titolo originale          | Titolo italiano             | Prima TV USA      | Pubblicazione Italia |
| -- | ------------------------- | --------------------------- | ----------------- | -------------------- |
| 1  | eps2.0_unm4sk-pt1.tc      | Il controllo                | 13 luglio 2016    | 26 marzo 2017        |
| 2  | eps2.0_unm4sk-pt2.tc      | Il controllo è un'illusione | 13 luglio 2016    | 2 aprile 2017        |
| 3  | eps2.1_k3rnel-pan1c.ksd   | Errore interno              | 20 luglio 2016    | 9 aprile 2017        |
| 4  | eps2.2_init_1.asec        | Annientamento               | 27 luglio 2016    | 16 aprile 2017       |
| 5  | eps2.3_logic-b0mb.hc      | Bomba logica                | 3 agosto 2016     | 23 aprile 2017       |
| 6  | eps2.4_m4ster-s1ave.aes   | Guarda davanti a te         | 10 agosto 2016    | 30 aprile 2017       |
| 7  | eps2.5_h4ndshake.sme      | Stretta di mano             | 17 agosto 2016    | 7 maggio 2017        |
| 8  | eps2.6_succ3ss0r.p12      | Intercettazione illegale    | 24 agosto 2016    | 14 maggio 2017       |
| 9  | eps2.7_init_5.fve         | Fase Due                    | 31 agosto 2016    | 21 maggio 2017       |
| 10 | eps2.8_h1dden-pr0cess.aax | Procedimento nascosto       | 7 settembre 2016  | 28 maggio 2017       |
| 11 | eps2.9_pyth0n-pt1.p7z     | Messaggi cifrati            | 14 settembre 2016 | 4 giugno 2017        |
| 12 | eps2.9_pyth0n-pt2.p7z     | Tempo scaduto               | 21 settembre 2016 | 11 giugno 2017       |

## Il controllo
- Titolo alternativo: ep.2.0_1l-c0ntr0ll0.tc
- Titolo originale: eps2.0_unm4sk-pt1.tc
- Diretto da: Sam Esmail
- Scritto da: Sam Esmail

### Trama
Un breve flashback mostra che Tyrell ha registrato il video della fsociety la notte che ha visitato Elliot. Un mese dopo gli eventi della stagione 1, Elliot ha cambiato vita, ora vive diversamente, mantenendo una routine ripetitiva nel tentativo di indebolire l'influenza di Mr. Robot, il quale gli appare continuamente e lo tormenta, pur rifiutando di dirgli ciò che è successo a Tyrell. La fsociety, che continua ad agire sotto la guida di Darlene, hackera la casa intelligente dell'avvocato della E-Corp, Susan Jacobs, e la utilizza come un punto d'appoggio nelle emergenze. Tornato a casa dopo la sua routine, Elliot incontra il suo ex datore di lavoro Gideon che minaccia di segnalare i comportamenti sospetti di Elliot mentre lavorava alla Allsafe se il ragazzo non lo dovesse aiutare a trovare l'hacker che modifica la sua posta (Elliot e l'honeypot). Nel frattempo la Evil Corp viene nuovamente hackerata dalla fsociety che intende cancellare tutti i suoi file a meno che uno dei dirigenti non consegni 5,9 milioni di dollari in contanti la sera successiva all'associazione.
- Guest star: Gloria Reuben (Krista Gordon), Michael Gill (Gideon Goddard), Azhar Khan (Mobley), Sakina Jaffrey (Antara Nayar), Brian Stokes Mitchell (Scott Knowles), Joey Badass (Leon), Sandrine Holt (Susan Jacobs), Erik Jensen (Frank Cody), Vaishnavi Sharma (madre di Elliot), Jeremy Holm (Mr. Sutherland), Chris Conroy (Derek), Olivia Washington (agente FBI) e Craig Robinson (Ray Heyworth).
- Ascolti USA: telespettatori 1 040 000[3]

## Il controllo è un'illusione
- Titolo alternativo: ep.2.0_1l-contr0ll0-e'-unillusione.tc
- Titolo originale: eps2.0_unm4sk-pt2.tc
- Diretto da: Sam Esmail
- Scritto da: Sam Esmail

### Trama
Scott Knowles è costretto dalla fsociety a bruciare pubblicamente i 5,9 milioni di dollari in contanti del riscatto (hack della puntata precedente) mentre indossa una loro maschera. Angela prosegue la scalata all'interno della E-Corp, contenta della sua nuova posizione aziendale, e sembra abbandonare la causa legale contro la stessa azienda. Joanna riceve un regalo sulla soglia d'ingresso, un carillon con un telefono cellulare nascosto sotto, ma non vede la chiamata di un numero sconosciuto perché impegnata a fare addormentare il figlio. Intanto, Elliot scopre di aver agito sotto l'influenza di Mr. Robot mentre pensava che stesse dormendo, rivolgendo la parola ad uno strano uomo. Un uomo di nome Brock uccide Gideon, che in precedenza aveva avuto un incontro formale con l'agente dell'FBI Dominique Dipierro. Elliot al telefono sente la voce di Tyrell che lo saluta: "Bonsoir Elliot".
- Guest star: Gloria Reuben (Krista Gordon), Michael Gill (Gideon Goddard), Azhar Khan (Mobley), Sakina Jaffrey (Antara Nayar), Brian Stokes Mitchell (Scott Knowles), Joey Badass (Leon), Sandrine Holt (Susan Jacobs), Erik Jensen (Frank Cody), Vaishnavi Sharma (madre di Elliot), Jeremy Holm (Mr. Sutherland), Chris Conroy (Derek), Olivia Washington (agente FBI) e Craig Robinson (Ray Heyworth).
- Ascolti USA: telespettatori 1 040 000[3]

## Errore interno
- Titolo alternativo: ep.2.1_errr0re-1ntern0.ksd
- Titolo originale: eps2.1_k3rnel-pan1c.ksd
- Diretto da: Sam Esmail
- Scritto da: Sam Esmail

### Trama
Un flashback rivela che Romero voleva affittare la sala giochi a Mobley ma questi, invece, lo ha convinto ad entrare nella fsociety. Dopo una conversazione confusa con Tyrell al telefono, Elliot cerca di liberarsi completamente di Mr. Robot. Quando il telegiornale riporta la notizia della morte di Gideon, Elliot rimane scioccato. Più tardi, Mobley trova Romero morto in casa. Mobley e Trenton temono che la Dark Army stia dando loro la caccia e diventano sospettosi nei confronti di Elliot e Darlene. Ray è a caccia di un ingegnere informatico per i propri scopi sinistri e riesce a convincere Elliot ad aprirsi con lui. Phillip Price invita Angela a cena e le fornisce prove per incastrare due uomini che insabbiarono i documenti relativi alla morte di molte persone tra le quali sua madre. Dominique Dipierro decide di gestire l'indagine sulla morte Romero dopo aver trovato il suo nome su una lista che si trovava sulla scena del crimine: durante la visita alla madre di Romero trova un manifesto per la "Festa per la fine del mondo" (End of the World Party), un indizio che la guida verso la sala giochi della fsociety.
- Guest star: Azhar Khan (Mobley), Sunita Mani (Trenton), Joey Badass (Leon), Ron Cephas Jones (Leslie Romero), Vaishnavi Sharma (madre di Elliot), Michael Maize (Lone Star), Dorothi Fox (Nell Romero), Luke Robertson (RT/Rat Tail) e Craig Robinson (Ray Heyworth).
- Ascolti USA: telespettatori 799 000[4]

## Annientamento
- Titolo alternativo: ep.2.2_ann1entament0.asec
- Titolo originale: eps2.2_init_1.asec
- Diretto da: Sam Esmail
- Scritto da: Sam Esmail

### Trama
L'episodio inizia con un flashback: il giorno di Halloween dell'anno prima Elliot, in compagnia di Darlene, decise l'attacco alla E-Corp mentre stava indossando la maschera fsociety. Nel presente Mr. Robot afferma che se Elliot lo batterà a scacchi, egli lo abbandonerà per sempre. Benché Krista sconsigli di giocare questa partita, Leon gli dice di combattere per ciò che vuole: tuttavia, le tre partite finiscono in tre situazioni di stallo. Dominique trova un bossolo di un proiettile nella sala giochi. Whiterose e Price hanno un dialogo al telefono nel quale quest'ultimo avvisa che ci vorrà ancora del tempo. Angela suppone con il suo avvocato che egli voglia "accordarsi" riguardo alla causa legale sulla fuga tossica dopo che lei aveva denunciato i dirigenti, ma Price rinnega completamente la sua teoria. Joanna è a corto di fondi e si reca da Scott per un accordo, ma l'uomo rifiuta la sua offerta di testimoniare contro Tyrell in cambio dell'indennità di buonuscita dello stesso Tyrell. Cisco dice a Darlene che la Dark Army non ha ucciso Romero, il cui omicidio potrebbe avere qualcosa a che fare con un programma di sorveglianza dell'FBI chiamato Project Berenstain. Elliot accetta di aiutare Ray con il problema della migrazione del sito, usando però di nascosto il computer per contattare Darlene e hackerare l'FBI.
- Guest star: Gloria Reuben (Krista Gordon), Azhar Khan (Mobley), Sunita Mani (Trenton), Joey Badass (Leon), Michael Drayer (Cisco), Jordan Gelber (agente FBI), Omar Metwally (Ernesto Santiago), Brian Stokes Mitchell (Scott Knowles), Sakina Jaffrey (Antara Nayar), BD Wong (Whiterose), Vaishnavi Sharma (madre di Elliot), Michael Maize (Lone Star), Tom Riis Farrell (Bill Harper), Chris Conroy (Derek), Olivia Washington (agente FBI), Aaron Takahashi (Lloyd Chung), Jeremy Holm (Mr. Sutherland) e Craig Robinson (Ray Heyworth).
- Ascolti USA: telespettatori 637 000[5]

## Bomba logica
- Titolo alternativo: ep.2.3_bomba-log1ca.hc
- Titolo originale: eps2.3_logic-b0mb.hc
- Diretto da: Sam Esmail
- Scritto da: Kyle Bradstreet

### Trama
Elliot scrive il malware per hackerare l'FBI dal computer di Ray. Darlene dice ad Angela che può rimuovere i registri dell'FBI riguardanti il CD alla Allsafe se contribuisce, ma lei rifiuta. Il contatto di Joanna teme che l'FBI sia sulle loro tracce, così lei ordina di ucciderlo. Elliot dice a Ray che ha bisogno di parlare con il suo precedente tecnico informatico, "RT": Ray accetta riluttante e porta "RT" da Elliot. Dom e il suo team compiono un viaggio in Cina per indagare sul coinvolgimento della Dark Army sull'hacking del 9 maggio. Lì, incontrano Zhang, il ministro cinese della Sicurezza dello Stato, che in realtà è Whiterose, con il quale Dom ha una conversazione privata. Il giorno dopo uomini armati attaccano l'ufficio, uccidendo la maggior parte della squadra di Dom. Joanna riceve una telefonata da qualcuno con il respiro pesante, probabilmente Tyrell. Dopo che il suo ex-fidanzato Ollie cerca di tradirla per consegnarla all'FBI con una registrazione, Angela decide di aiutare Darlene con l'hack. Elliot chiede a "RT" quello che è successo e l'uomo gli rivela che Ray gestisce un sito nel Deep Web, che si occupa di traffico di droga, armi e schiavi del sesso. Quella notte alcuni teppisti fanno irruzione in casa di Elliot, lo trascinano per strada e lo picchiano mentre Ray gli ricorda che era stato avvertito di non guardare.
- Ascolti USA: telespettatori 705 000[6]

## Guarda davanti a te
- Titolo alternativo: ep.2.4_guarda-davant1-a-te.aes
- Titolo originale: eps2.4_m4ster-s1ave.aes
- Diretto da: Sam Esmail
- Scritto da: Adam Penn

### Trama
Elliot si ritrova in un mondo fittizio, in cui è in viaggio con la sua famiglia con Tyrell legato nel portabagagli in quella che sembra una commedia anni 80 con tanto di sigla (ispirata ad ALF). Dopo essersi risvegliato, Elliot è in ospedale in seguito all'aggressione commessa dagli uomini di Ray. Viene portato via e rinchiuso in una stanza da Lone Star, e lì Elliot abbraccia Mr. Robot riconoscente per aver protetto la sua mente durante il pestaggio. Cisco riceve attrezzature dalla Dark Army per l'attacco della fsociety all'FBI, ma per aver fatto troppe domande gli viene infilato un ago nel dito. Dom è stata risparmiata nella sparatoria della scorsa puntata, in quanto entrambi gli aggressori si sono uccisi. Anche se l'attacco viene attribuito a separatisti cinesi, lei è determinata a indagare sulla Dark Army. Darlene e Mobley spiegano ad Angela come procedere per hackerare l'FBI, ma, poco prima che possa terminare le operazioni, Dom appare alla sua postazione. Un flashback rivela che il giorno in cui il padre di Elliot gli aveva rivelato che era stato licenziato a causa della malattia, aveva anche lasciato scegliere a lui il nome del suo nuovo negozio di computer. 
- Ascolti USA: telespettatori 572 000[7]

## Stretta di mano
- Titolo alternativo: ep.2.5_stretta-di-man0.sme
- Titolo originale: eps2.5_h4ndshake.sme
- Diretto da: Sam Esmail
- Scritto da: Sam Esmail

### Trama
Angela, nonostante l'arrivo improvviso di Dom, riesce ad hackerare l'FBI, ma l'agente comincia ad avere sospetti su di lei, nonostante non abbia nessuna prova per incriminarla. Nel frattempo, Joanna dice al suo fidanzato che ha il modulo per il divorzio da Tyrell. Angela deposita la causa e utilizza ciò come leva su Price per essere riassegnata alla divisione Risk Management. Mr Robot confessa ad Elliot che insieme hanno ucciso Tyrell durante l'hacking a danno della E-Corp. Ray costringe Elliot a rimettersi al lavoro sul suo sito illegale. Elliot, dopo aver concluso i lavori sul sito, invia un'email anonima all'FBI, facendo arrestare Ray e i suoi uomini. Elliot viene assalito da alcuni uomini i cui soldi sono spariti dopo la chiusura del sito di Ray, ma Leon salva il giovane hacker uccidendoli tutti e rivelando inoltre essere un uomo di WhiteRose, incaricato di proteggerlo. Leon dice ad Elliot che riceverà una lettera e dovrà fare ciò che dice. Si scopre inoltre che Elliot non ha mai vissuto con sua madre e che si trova in prigione sin dall'inizio di questa stagione, scusandosi con lo spettatore per la "bugia" da lui raccontata fino a quel momento. Vediamo così tutti i luoghi che Elliot era solito frequentare rivelarsi per quello che sono veramente: il bar, i centri di recupero e il campo da basket facevano parte del penitenziario in cui è rinchiuso.
- Ascolti USA: telespettatori 652 000[8]

## Intercettazione illegale
- Titolo alternativo: ep.2.6_succ3ss0r.p12
- Titolo originale: eps2.6_succ3ss0r.p12
- Diretto da: Sam Esmail
- Scritto da: Courtney Looney

### Trama
La fsociety scopre che il Project Berenstain è un progetto illegale della FBI atto alla sorveglianza di tre milioni di persone, tutte possibilmente legate in qualche modo all'attacco hacker. 17 sono i sospettati, uno dei quali deceduto: Mobley teme che il sospetto deceduto sia Romero presupponendo di conseguenza che l'FBI si stia avvicinando sempre di più a loro. Fsociety rilascia sul web le informazioni sul progetto Berenstain causando l'indignazione di tutti verso l'FBI. Susan Jacobs tornando a casa sua scopre che i membri di Fsociety si sono impossessati della sua abitazione, e decidono di ricattarla per evitare che possa andare a denunciarli alle autorità; Darlene però si ricorda di un video legato allo scandalo della fuoriuscita di sostanze tossiche della E-Corp in cui si vedeva Susan ridere, così dalla rabbia decide di utilizzare un taser sulla donna che, per via di un problema cardiaco della stessa, ha un effetto fatale. Darlene e Cisco inceneriscono il corpo di Susan nell'inceneritore per animali, mentre Mobley e Trenton entrano nel panico. Dom convoca Mobley per un interrogatorio, asserendo di essere ancora a caccia di Tyrell: Mobley non dice niente e a causa di insufficienza di prove Dom è costretta a rilasciarlo. Il ragazzo con cui Angela aveva un appuntamento si rivela essere un agente FBI, ma lei lo aveva piantato in asso durante la serata. Darlene scopre che Cisco scambia con la Dark Army messaggi riguardanti lei, così lo colpisce con una mazza da baseball, dopo avergli distrutto il PC.
- Ascolti USA: telespettatori 742 000[9]

## Fase Due
- Titolo alternativo: ep.2.7_fase-due.fve
- Titolo originale: eps2.7_init_5.fve
- Diretto da: Sam Esmail
- Scritto da: Kyle Bradstreet e Lucy Teitler

### Trama
Si scopre che fu la polizia a bussare a casa di Elliot alla fine dell'ultima puntata della prima stagione. Elliot viene arrestato per aver hackerato gli account dell'ex di Krista, Lenny Shannon, e al processo Elliot si dichiara colpevole dei reati imputatogli. Elliot viene condannato a 18 mesi di carcere, ma viene rilasciato dopo soli 86 giorni grazie all'aiuto della Dark Army; ad aspettarlo fuori dal carcere c'è sua sorella Darlene che informa Elliot che Mobley e Trenton sono scomparsi. Grazie all'aiuto di Cisco, riescono ad hackerare un telefono di un agente della Dark Army riuscendo a trasformarlo in una cimice da cui possono ascoltare l'audio che il telefono cattura. Elliot riesce a ottenere un colloquio con lui, in cui chiede di voler sapere cos'è la Fase 2. Angela riesce ad entrare in uno dei terminali della E-Corp, trovando dei documenti riguardanti la fuoriuscita di sostanze tossiche: così porta le prove che ha trovato ad un centro per la sicurezza nucleare ma, ripensandoci all'ultimo, ritira le prove che aveva portato e se ne va. Darlene crede di aver lasciato a casa di Susan una cassetta della Fsociety in cui si vedeva il suo volto, incaricando Cisco di andarla a recuperare. Una volta sul posto, dopo aver recuperato il nastro, Cisco sente un respiro affannato di una persona. Darlene ascolta tramite il telefono hackerato della Dark Army un dialogo in cui si dice che non ha senso che Elliot abbia chiesto cosa sia la fase 2, perché la fase 2 era proprio una sua idea. Elliot, mentre sta tornando a casa, vede che il suv di Tyrell è parcheggiato di fronte al suo appartamento, con a bordo Joanna.
- Ascolti USA: telespettatori 651 000[10]

## Procedimento nascosto
- Titolo alternativo: ep.2.8_h1dden-pr0cess.aax
- Titolo originale: eps2.8_h1dden-pr0cess.axx
- Diretto da: Sam Esmail
- Scritto da: Kor Adana e Randolph Leon

### Trama
Nell'appartamento di Susan, Cisco trova Vincent, uno dei membri della fsociety, ferito gravemente: così egli lo porta da Darlene e i due lo portano al pronto soccorso.
Dopo che l'FBI arriva a casa di Susan, diversi testimoni dicono di aver visto due uomini uscire dall'appartamento, uno dei quali viene ricondotto a Cisco tramite la descrizione del volto. Dominique si mostra contrariata nel rilasciare l'immagine che ritrae Cisco ai media, in quanto teme che i membri della Dark Army possano ucciderlo per non farlo parlare con la polizia.
Intanto, Joanna chiede l'aiuto di Elliot per cercare di rintracciare Tyrell attraverso il telefono che lei crede che sia stato spedito dal marito. Mentre Elliot e l'autista di Joanna si recano a comprare un computer, in quanto quello di Elliot gli era stato sequestrato, il presunto telefono di Tyrell squilla: Elliot risponde ma sente solo un respiro affannato dall'altra parte; dopo aver terminato la chiamata, Mr. Robot sparisce. Tornato al suo appartamento col computer ed altre attrezzature, Elliot riesce a rintracciare la posizione del telefono, ma l'autista afferma che Tyrell non avrebbe mai chiamato dal luogo individuato.
Subito dopo, Elliot incontra Angela in metropolitana che, ormai esasperata dalla situazione, gli dice di stare andando dal suo avvocato per confessare il suo ruolo nell’hack dell'FBI. Dopo essersi scambiati un bacio i due si lasciano e, quasi in contemporanea, due persone salgono sulla metro e si muovono verso la donna.
Dominique riesce a rintracciare Cisco e Darlene che si erano fermati ad un ristorante vicino all'ospedale in cui avevano portato Vincent ma, appena lei entra nel luogo, si avvicina una moto con a bordo due persone, una delle quali scende armata di mitra e inizia a sparare verso di loro. Dopo aver sparato diversi proiettili, l'uomo viene ferito da Dominique e prima di essere catturato dalla polizia si suicida.
- Ascolti USA: telespettatori 765 000[11]

## Messaggi cifrati
- Titolo alternativo: ep.2.9_pyth0n.p7z
- Titolo originale: eps2.9_pyth0n-pt1.p7z
- Diretto da: Sam Esmail
- Scritto da: Sam Esmail

### Trama
Angela si ritrova in un furgone condotto da un uomo e una donna, che la porteranno in una misteriosa stanza di una casa fuori città: qui la ragazza subisce un interrogatorio da parte di una bambina attraverso frasi a risposta secca dettate da un programma informatico visualizzato tramite un vecchio Commodore 64. Finito l'interrogatorio, WhiteRose fa il suo ingresso nella stanza e annuncia di voler spendere ben 28 minuti per parlare con lei. Angela è convinta che vogliano da lei delle informazioni contenute in una chiavetta ma in verità WhiteRose la vuole convincere a ingannare Phillip Price, che nel frattempo è riuscito a far regolamentare gli E-coins (la valuta virtuale simile ai bit-coin di proprietà della E-Corp) portandoli a pari valore con i dollari.
Intanto, Elliot si risveglia nel suo appartamento, e ritrova Mr. Robot al computer che decifra un codice su un volantino. Questo codice lo porterà ad un taxi: qui Elliot viene raggiunto da Tyrell Wellick. Elliot dà in escandescenze, credendo di vedere un'altra persona immaginaria: entrambi scendono dal taxi a causa del tassista che si indispone per le grida di Elliot. L'episodio si conclude con Tyrell che parla della Fase 2, affermando che, dopo che la Dark Army avrà dato via libera, sarà giunto il loro momento.
- Ascolti USA: telespettatori 686 000[12]

## Tempo scaduto
- Titolo alternativo: ep.2.9_ temp0_scadut0.p7z
- Titolo originale: eps2.9_pyth0n-pt2.p7z
- Diretto da: Sam Esmail
- Scritto da: Sam Esmail

### Trama
In un flashback Elliot, che in quel momento ha assunto l'identità di Mr Robot, è con Tyrell Wellick: quest'ultimo gli racconta che quando era bambino, il padre gli cantava una filastrocca sulla "carriola rossa". Alla fine del ricordo, confida ad Elliot che odia suo padre. Nel presente Tyrell porta Elliot in un edificio e gli mostra a che punto sono arrivati con la fase 2: il piano consiste nel far esplodere l'edificio della E-Corp dove stanno sopraggiungendo tutti i documenti cartacei del database precedentemente hackerato.
Dopo la sparatoria al ristorante, Darlene viene interrogata da Dominique, e si viene a sapere che Cisco è stato ucciso. Darlene è decisa a non collaborare, e a negare ogni coinvolgimento nell'attacco alla E-Corp, così la detective le mostra una serie di foto e documenti che dimostrano come l'FBI fosse al corrente di ogni mossa della Fsociety.
Intanto Joanna va a casa di Scott Knowles: ha infatti capito che è stato lui a inviarle tutti i regali, e non Tyrell. L'ultimo oggetto che le ha inviato è l'ecografia del bambino che stava aspettando la moglie Sharon, uccisa da Tyrell. Joanna chiede a Scott perché abbia voluto tormentarla, e lui le risponde che ha sentito di aver perso tutto nel momento in cui Sharon è morta assieme a suo figlio, e voleva che anche lei soffrisse come lui. Allora Joanna inizia a provocarlo dicendogli cose orribili su di lui, su Sharon e sul bimbo, finché l'uomo non perde il controllo e la pesta a sangue. Allora la donna, piena di lividi, torna a casa dal fidanzato Derek e gli dice che è stato Scott a ridurla così. A quel punto diventa chiaro quale fosse il vero piano di Joanna: infatti convince il ragazzo ad aiutarla a vendicarsi andando dalla polizia e prestando una falsa testimonianza che faccia incolpare Scott dell'assassinio di Sharon.
Elliot, preso dal dissidio con Mr. Robot, inizia a cancellare il malware creato per completare la fase 2. A quel punto Tyrell gli spara, nonostante dica di volergli bene.
L'episodio si conclude con Angela che chiama Tyrell, dicendogli che sta arrivando da Elliot.
Nei titoli di coda, infine, Mobley e Trenton discutono su come sia possibile ripristinare i dati distrutti della Evil Corp, quando vengono raggiunti da Leon.
- Ascolti USA: telespettatori 852 000[13]